# Катырык
Катырык — посёлок в Таймырском Долгано-Ненецком районе Красноярского края Российской Федерации, входит в состав сельского поселения Хатанга. До 2007 года входил в Хатангский район Таймырского автономного округа Красноярского края.
Находится в 175 км от с. Хатанга. В посёлке проживают[когда?] 317 человек, из них представители КМНТ — 314 человека (долган — 311, ненцев — 2, нганасан — 1).
В посёлке работают начальная школа-детский сад, фельдшерско-акушерский пункт, магазин, отделение УФПС Красноярского края — филиал ФГУП «Почта России», сельский Дом культуры с библиотекой. Катырык возник на месте станка Зимовье Налтаново-коренное. В 1936 году на базе созданного ранее экспериментального оленесовхоза образовались две оленеводческие артели. В 1938 году они были преобразованы в колхоз имени Ленина.
Климат близок к арктическому, с продолжительной зимой, полярными ночами, сильными морозами и коротким летом. Среднегодовая температура составляет −13 °С. Средняя зимняя температура составляет −30 °С, летняя — +12 °С. Снежный покров лежит 8—9 месяцев в году. Осадков выпадает 110—350 мм в год. Земледелие в открытом грунте невозможно. 10 ноября по 1 февраля — полярная ночь, с 13 мая по 6 августа — полярный день.

## Население
| 2002 | 2010 | 2012 | 2014 | 2017 | 2019 | 2020 |
| ---- | ---- | ---- | ---- | ---- | ---- | ---- |
| 378  | ↘334 | ↗345 | ↘317 | ↗368 | ↗374 | ↘367 |